# Мон-д'Ібервіль
Мон-д'Ібервіль або Каубвік — гора в Канаді, розташована на кордоні між Квебеком та Ньюфаундлендом і Лабрадором у хребті Селаміут у горах Торнгат. Висота гори становить 1652 м. Це найвища точка материкової частини Канади на схід від Скелястих гір.
У 1971 році уряд Квебеку назвав гору на честь французького мандрівника і колонізатора П'єра Ле Мойна д'Ібервіля. На лабрадорській стороні гора протягом ще кількох років залишлаась безіменною: вона була неофіційно відома як L1, де L — означає Лабрадор а 1 — найвищий. У 1981 році, за пропозицією доктора Пітера Нірі, уряд провінції назвав гору на честь Каубвіка, одного з п'яти інуїтів, які супроводжували Джорджа Картрайта до Англії в 1772 році. Гора Каубвік є найвищою вершиною як Квебеку, так і Ньюфаундленду і Лабрадору, хоча сама вершина лежить приблизно в 10 м на північний схід від кордону між провінціями і повністю знаходиться в межах Лабрадору.

## Альпінізм
Через важкодоступність (дістатися до гори можна лише на літаку або на човні) і непередбачувану, сніжну погоду в будь-яку пору року легкого шляху на вершину Мон-д'Ібервіля немає. Вершини гори можна досягти зі сходу через хребет Мінарет або із заходу через хребет Короч.
Першими людьми, які піднялися на вершину Мон-д'Ібервіля, були альпіністи з США Майкл Адлер і Крістофер Гетце у 1973 році. Перша канадська група піднялася на гору 14 серпня 1978 року. В цю групу входили Рей Чіпенюк, Рон Паркер і Ерік Шир. У серпні 2003 року Сьюзан Барнс і Ден Позе, два альпіністи з Міссісоги, Онтаріо, загинули під час спуску з вершини.